# Stetind (Schiff)
Die Stetind (vormals Vardenes) ist eine RoPax-Fähre der norwegischen Reederei Torghatten Nord.

## Geschichte
Der Rumpf des Schiffes wurde 1976 bei der Mandal Slip & Mekaniske Verksted A/S unter der Baunummer 64 gebaut, der Stapellauf erfolgte im Februar 1977. Anschließend rüstete die Båtservice A/S ebenfalls in Mandal die Fähre unter der Baunummer 646 aus und übergab sie im Juni 1977 an die Reederei Det Stavangerske Dampskibsselskab A/S in Stavanger. Am 20. Juni 1977 erfolgte die Registrierung im Schiffsregister von Stavanger mit Heimathafen Stavanger unter dem Namen Vardenes und das Schiff war in den folgenden Jahren auf verschiedenen Routen in der Provinz (Fylke) Rogaland in Dienst. 
Im Dezember 1983 wurde das Schiff zur Horten Verft A/S in Horten überführt und dort in den folgenden Monaten umgebaut und dabei um 12 Meter verlängert. Im Juni 1984 war der Umbau fertig und das Schiff anschließend in den kommenden 4 Jahren auf der Route Mekjarvik–Skudeneshavn im Einsatz. Im Juli 1988 wurde das Schiff dann in die Provinz (Fylke) Nordland verlegt, zunächst an die Nord-Ferjer A/S in Narvik zum Einsatz auf der Route Bognes–Lødingen verchartert, und im September 1988 an eben diese für 17,4 Mio. NOK verkauft. Im Zuge des Verkaufs erhielt das Schiff den neuen Namen Stetind, wurde in das Schiffsregister von Narvik übertragen und hat seither Narvik als Heimathafen. Im Juni 1990 änderte sich der Eigner auf die Ofoten og Vesteraalens Dampskibsselskab A/S in Narvik, nachdem die Nord-Ferjer A/S mit eben jener Gesellschaft fusionierte. Seit August 1992 ist das Schiff im allgemeinen norwegischen Schiffsregister NOR (Norsk Ordinært Skipsregister) registriert und war in den folgenden Jahren auf der Route Svolvær–Skutvik zwischen den Lofoten und dem Festland in Dienst. Von März bis August 1996 erfolgte ein Umbau bei der Myklebust Verft in Gurskebotn. Dabei erhielt die Stetind neue und stärkere Maschinen sowie ein doppeltes Bugvisir, wurde damit vorbereitet auf den kommenden Einsatz auf der exponierten Route am südlichen Ende der Lofoten zwischen Moskenes und Bodø.
Als 2006 die Ofotens og Vesteraalens Dampskibsselskab (OVDS) mit der Troms Fylkes Dampskibsselskap (TFDS) fusionierte und daraus die neue Hurtigrouten Group ASA entstand, änderte sich der Eigner des Schiffs auf diese Gesellschaft. Nachdem die Hurtigruten ASA dann jedoch in finanzielle Schwierigkeiten geraten war, wurde das Fähr- und Schnellbootgeschäft an die neu gegründete Torghatten Nord AS verkauft. Anfang Januar 2009 gingen 45 Schiffe aus dem Eigentum der Hurtigruten ASA an Torghatten Nord AS über, darunter auch die Stetind. Das Schiff war seither weiterhin auf verschiedenen Routen hauptsächlich im Bereich der Lofoten im Einsatz, und seit Juni 2017 während der Sommermonate auf der Route von Andenes über den Andfjord nach Gryllefjord auf der Insel Senja.

## Technische Daten und Ausstattung
Die Fähre wird von zwei Viertakt-Achtzylinder-Dieselmotor vom Typ MAN B&W Alpha 8L23/30A mit insgesamt 2560 kW Leistung angetrieben und verfügt über zwei Propeller am Heck und ein Bugstrahlruder. Ursprünglich war das Schiff 68 m lang, seit dem Umbau 1983 sind es 80,2 m. 
Die Fähre verfügt über ein durchlaufendes Fahrzeugdeck mit zwei durchgehenden Fahrzeugspuren, im vorderen und hinteren Bereich eine dritte und vierte Teilspur, welche jedoch aus Platzgründen im mittleren Bereich nicht durchlaufend sind. Auf das Fahrzeugdeck kann durch eine Heckklappe sowie ein Bugvisier von beiden Seiten ein- und ausgefahren werden. Ein vormals vorhandenes Zwischendeck der Fähre wurde 1995 demontiert. Die maximale Durchfahrtshöhe beträgt 4,4 m und die höchstzulässige Achslast auf dem Fahrzeugdeck liegt bei 13 to. Die Kapazität der Fähre änderte sich mehrmals, zum einen durch die Umbauten, zum anderen aber auch durch eine Änderung der Berechnung, da die Fahrzeuge inzwischen größer wurden. Außerdem erfolgte zwischenzeitlich auch eine Änderung der Klassifizierung. Aktuell hat die Stetind eine Kapazität von 49 PKW und ist zugelassen für 200 Passagiere.

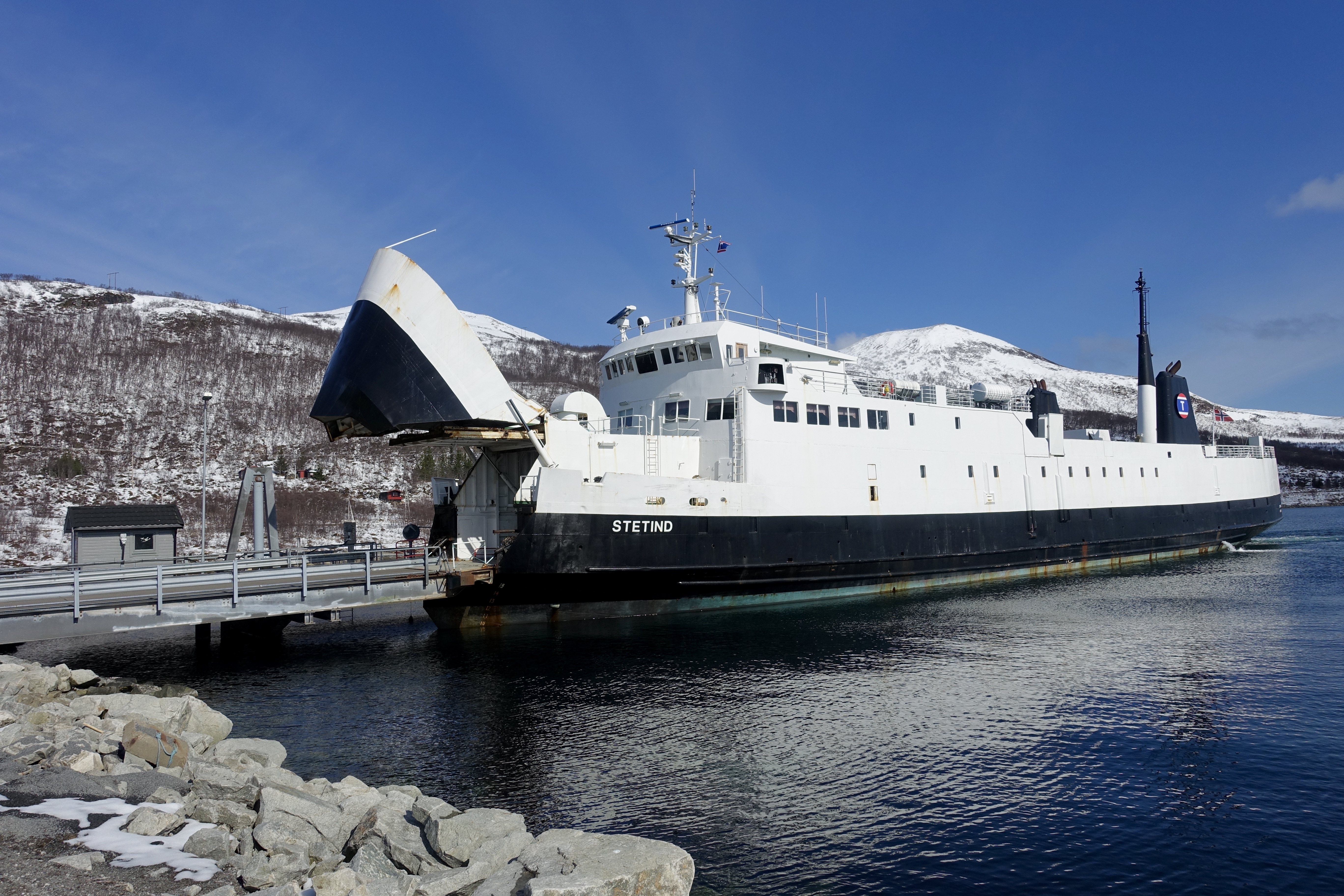
Stetind mit geöffnetem Bugvisier
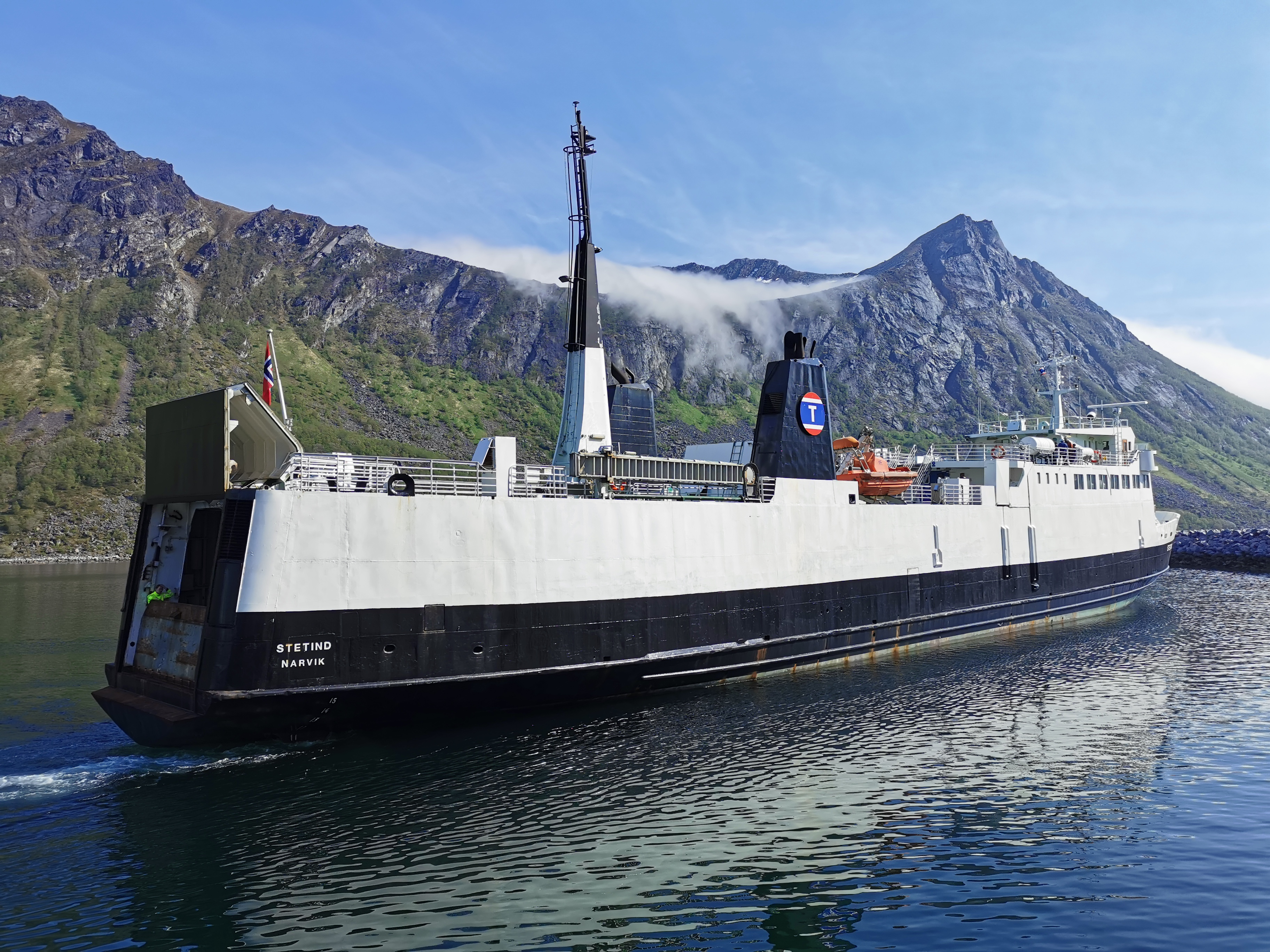
Stetind beim Anlegen in Gryllefjord
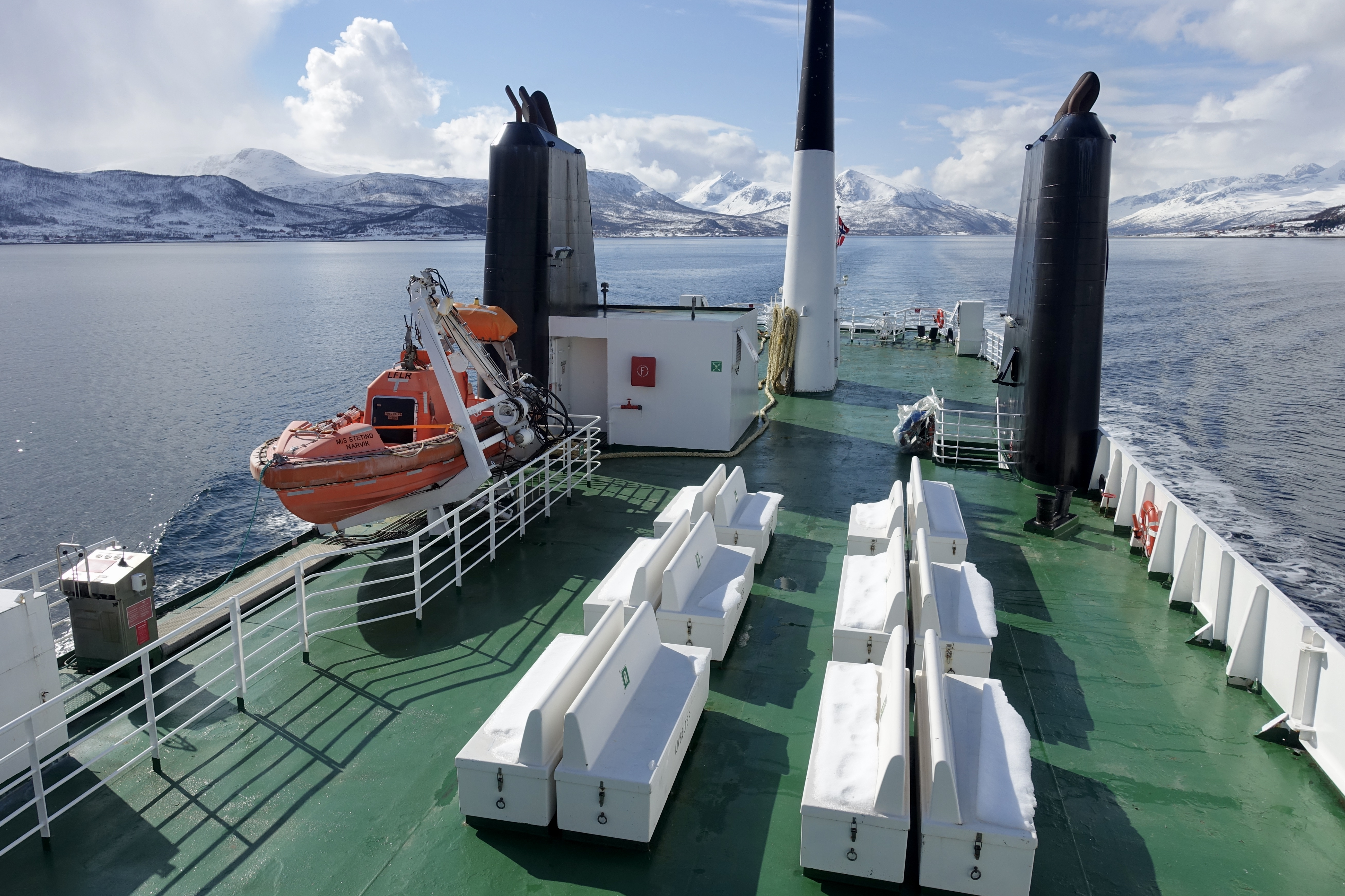
Sonnendeck der Stetind mit Rettungsboot
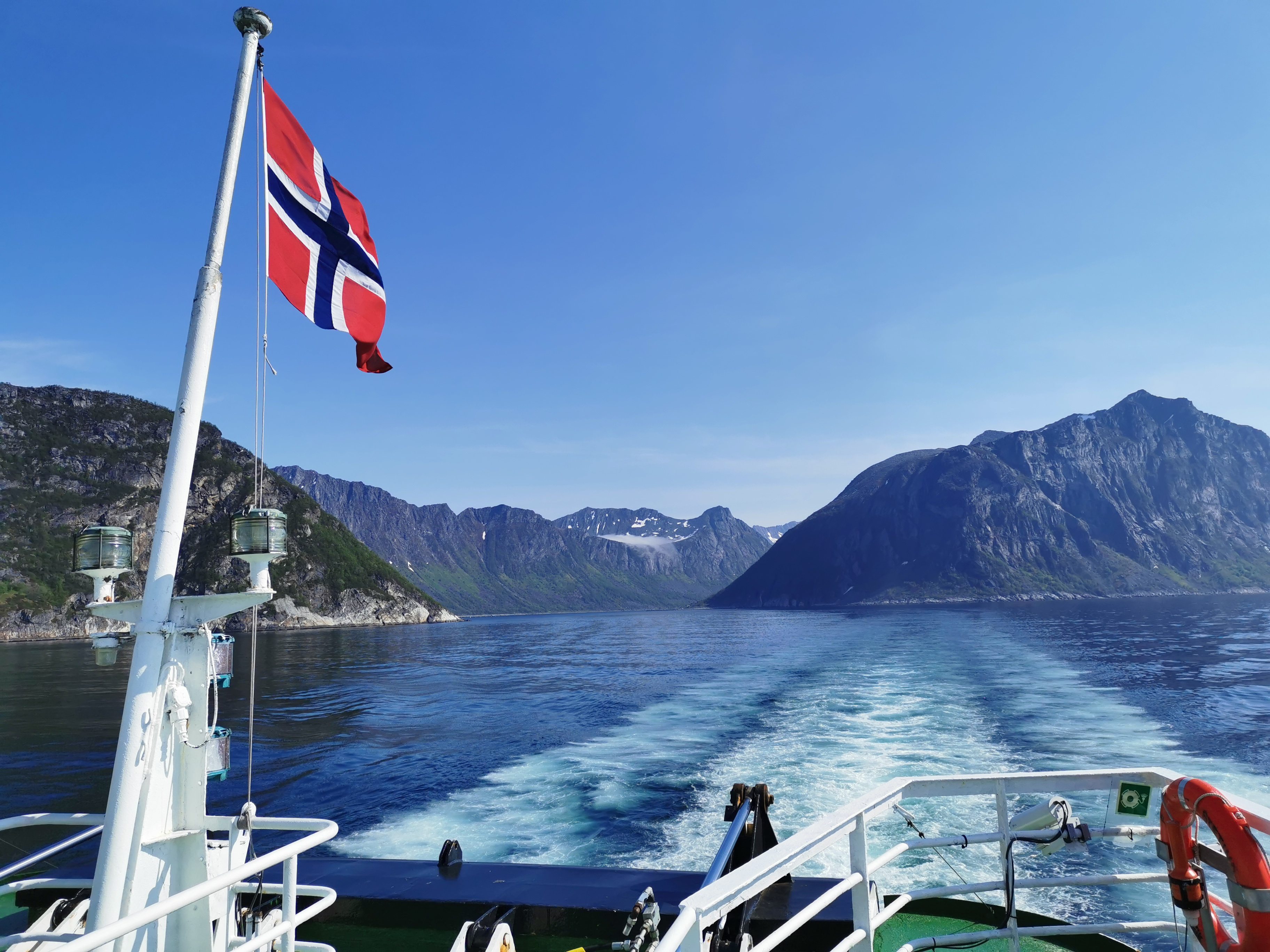
Stetind auf dem Andfjord auf der Fahrt von Gryllefjord nach Andenes
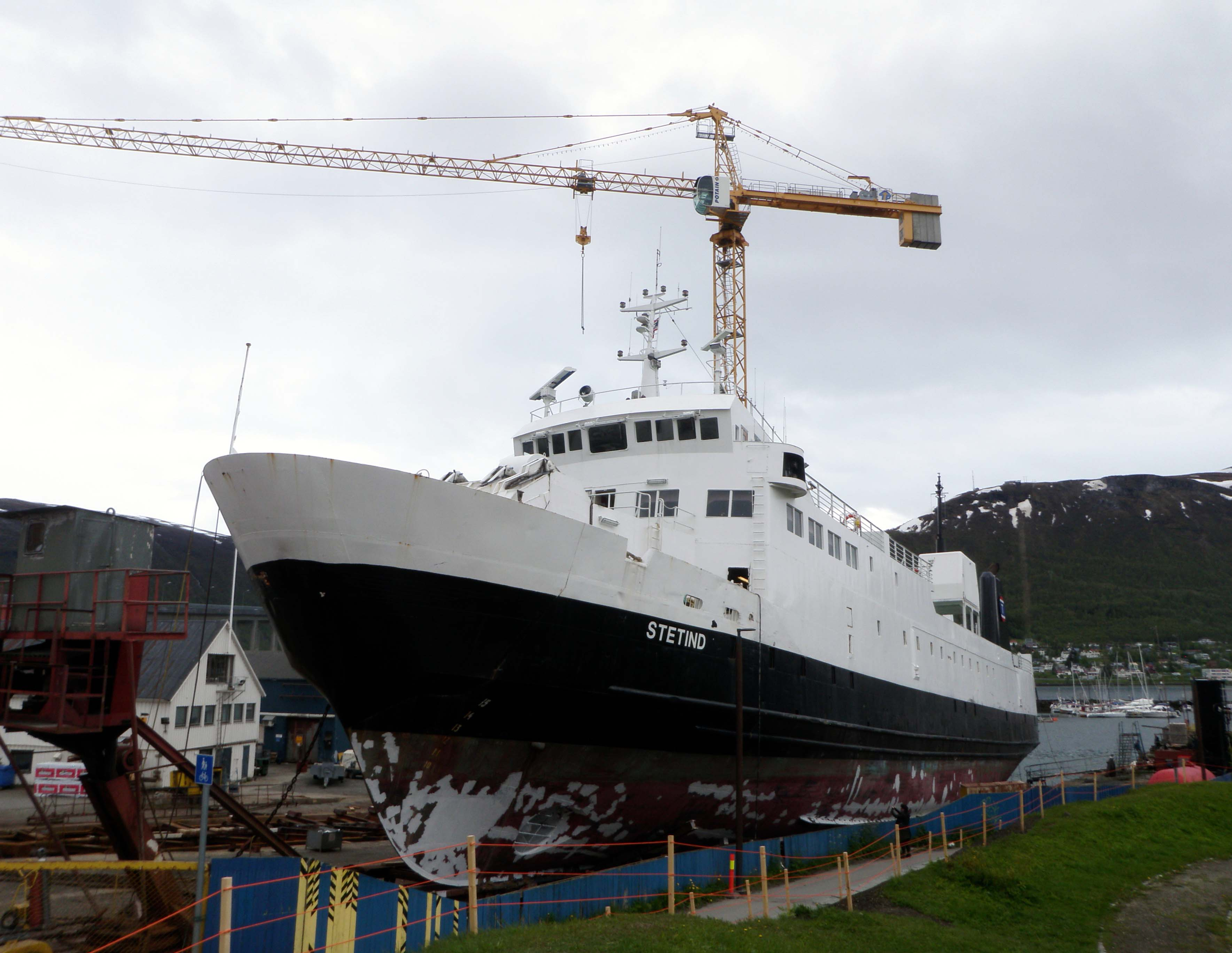
Stetind 2015 im Trockendock in Tromsø